# Податок на доходи в Сінгапурі
Податок на прибуток для фізичних осіб є одним з двох головних джерел податку на прибуток в Сінгапурі, тоді як інше джерело — корпоративний податок для компаній. Платиться цей податок раз на рік і в цей час вираховується за прогресивною системою (для місцевих жителів), з податками в межах від 0% до 20% починаючи з 2007 податкового року. Податковий рік тут збігається з календарним роком з 1 січня по 31 грудня, і оплачується з розрахунку за попередній рік, відповідно податки, що підлягають оплаті базуються на прибутку отриманому в попередній календарний рік.
Оподаткування базується на принципі походження, тобто оподатковується тільки прибуток отриманий в Сінгапурі, чи такий що іноземного походження, але отриманий в Сінгапурі. Будь-які прибутки зароблені фізичними особами за кордоном, але отримані в Сінгапурі 1 січня 2004 року або після цієї дати (за винятком партнерів у компаніях) звільняються від податку. Така система однак має потенціал для ухилення від сплати податків для осіб, що отримують прибуток з-за кордону, шляхом отримання податкової пільги через статус не-резидента там, та використання цих доходів за межами Сінгапуру.